# Římskokatolická farnost Hodslavice
Římskokatolická farnost Hodslavice je územním společenstvím římskokatolické církve v moravské obci Hodslavice s farním kostelem Božského srdce Páně patřící do děkanátu Nový Jičín ostravsko-opavské diecéze.
Vedle tohoto kostela patří do farnosti ještě památkově chráněný hodslavický kostel svatého Ondřeje.

## Duchovní správci
Od července 2018 je farářem R. D. Jarosław Marek Fołta.

## Aktivity ve farnosti
Farnost zajišťuje výuku náboženství v základních školách v Hodslavicích, Hostašovicích a na faře v Životicích u Nového Jičína.